# Adas Jakubauskas
Adas Jakubauskas (ur. 19 sierpnia 1964 w Butrymańcach w rejonie olickim) – litewski przedsiębiorca, politolog i działacz społeczny tatarskiego pochodzenia, przewodniczący Związku Wspólnot Litewskich Tatarów.

## Życiorys
W 1993 ukończył studia z dziedziny rusycystyki na Wydziale Slawistyki Wileńskiego Uniwersytetu Pedagogicznego. Pracę magisterską pisał na temat kultury materialnej i duchowej Tatarów polsko-litewskich. W 2003 obronił na Uniwersytecie im. Adama Mickiewicza w Poznaniu pracę doktorską pod tytułem System partyjny Litwy w okresie transformacji.
W latach 1986–1987 pracował w Kombinacie Eksperymentalnym Budownictwa Mieszkaniowego w Olicie. Od 1993 był związany z przedsiębiorstwem "Vilniaus šiltnamiai", gdzie w latach 1994–1995 pełnił funkcję dyrektora ds. kontaktów zagranicznych. W latach 1995–2001 kierował prywatnymi firmami. Od 2004 do 2008 był doradcą posła na Sejm. Następnie pracował w Centrum Badań i Analiz Sejmu Republiki Litewskiej. Od 2010 pracuje na stanowisku docenta w Katedrze Nauk Politycznych na Wydziale Polityki i Zarządzania Uniwersytetu Michała Römera w Wilnie.
Działa na rzecz społeczności tatarskiej na Litwie oraz współpracy ze społecznościami tatarskimi w innych krajach. Od 1992 do 1994 stał na czele Towarzystwa Kulturalnego Litewskich Tatarów (lit. Lietuvos totorių kultūros draugija). W 2003 wybrano go na przewodniczącego Związku Wspólnot Litewskich Tatarów. Jest redaktorem naczelnym czasopisma "Lietuvos totoriai". W 1995 odbył hadżdż. Zasiadł w organach doradczych, m.in. od 2010 w Radzie Wspólnot Narodowych przy Ministerstwie Kultury.
Należy do Stowarzyszenia Naukowców Polaków Litwy. Pisuje do "Przeglądu Politologicznego". Brał udział w wielu międzynarodowych konferencjach politologicznych, historycznych oraz poświęconych tematyce mniejszości narodowych i etnicznych. Jest autorem wielu publikacji na temat litewskiego systemu politycznego oraz tatarskiej społeczności na Litwie. Próbował również swych sił w twórczości poetyckiej: wydał tomik Kelio pradžia (1992).
Dwukrotnie, bez powodzenia, ubiegał się o mandat posła na Sejm: w 1996 jako kandydat Partii Republikańskiej, a w 2012 z ramienia Litewskiej Partii Socjaldemokratycznej.